# Aflatoksin
Aflatoksini so naravno prisotni mikotoksini, ki jih proizvajajo glive iz rodu aspergilov (Aspergillus), med katerimi sta najbolj znani vrsti Aspergillus flavus in Aspergillus parasiticus, pa tudi glive iz rodov Penicillium, Cladosporium in Fusarium. Spadajo tudi med najbolj kancerogene snovi na svetu in so teratogeni. Zastrupitev z aflatoksini imenujemo aflatoksikoza.

## Mikrobiološko ozadje kontaminacije
Pripadniki rodu gliv Aspergillus, med katerimi sta najbolj problematični vrsti Aspergillus flavus in Aspergillus parasiticus, so v naravnem okolju pogosti in razširjeni (so torej ubikvitarni organizmi). Naravni habitat teh gliv so zemlja, vegetacija v procesu gnitja, seno in žito v procesu mikrobiološkega razkroja, kolonizirajo pa vse tipe organskih snovi, če so razmere ugodne; tako lahko kolonizirajo in kontaminirajo žito pred žetvijo ali med skladiščenjem. Ugodni razmeri za kolonizacijo predstavljata velika vlažnost v okolju (vsaj 7 %) ter stresna obdobja, kot je suša, torej visoka temperatura, pomembni pa so tudi drugi dejavniki, kot je naravna odpornost rastlin in njihovih produktov pred aflatoksini v času pred žetvijo, med skladiščenjem ter po predelavi.
Definitivni proizvajalec aflatoksinov je še A. nomius, kljub temu pa ima med vsemi omenjenimi glivami največji pomen A. flavus, saj okoli 50 % vseh sevov te vrste proizvaja aflatoksine, delež pa je še večji v toplejših podnebjih.
Pogosto prizadeti pridelki oz. kulturne rastline so žita (koruza, sirek, proso, riž, pšenica), arašidi, soja, sončnica, bombaž, začimbe (poper, koriander, kurkumo, ingver) in drevesa (mandljevec, pistacija, oreh ter kokos). Aflatoksini so lahko prisotni tudi v mleku (tudi v hipoalergenem mleku) ali jajcih živali, ki se je hranila s kontaminirano krmo.
Aflatoksini so bili prvič odkriti v krmi za perutnino leta 1960 v Angliji, ki je vsebovala zastrupljene arašide, zaradi česar je poginilo okoli 100.000 puranov.

## Glavni tipi aflatoksinov in njihovi presnovki
Obstaja vsaj 13 različnih tipov aflatoksinov v naravi. Najbolj toksičen je aflatoksin B1, ki ga proizvajata Aspergillus flavus in Aspergillus parasiticus. Najbolj znani so:
- Aflatoksin B1, B2, B3 in B4: proizvajata ga Aspergillus flavus in A. parasiticus;
- Aflatoksin G1 & G2: proizvaja ga A. parasiticus;
- Aflatoksin M1: presnovek aflatoksina B1 pri človeku in živalih;
- Aflatoksin M2: presnovek aflatoksina B2 v mleku živine;
- Aflatoksikol.

Potencial toksičnosti, kancerogenosti in mutagenosti zgoraj naštetih aflatoksinov (AF) si glede na smrtonosni odmerek (LD50) sledi po naslednjem vrstnem redu: AFB1 > AFG1 > AFB2 > AFG2. Aflatoksini tudi močno fluorescirajo pod ultravijolično svetlobo (UV) z valovno dolžino okoli 365 nm, in sicer oddajata AFB1 in AFB2 modro svetlobo, AFG1 in AFG2 pa zeleno svetlobo. Črke torej označujejo določene lastnosti posameznih skupin aflatoksinov, bodisi modro (iz angl. blue) oz. zeleno fluorescenco (iz angl. green) bodisi presnovek v mleku.

## Razstrupljanje
Naravno razstrupljanje oz. detoksifikacija poteka v bistvu tako, da se toksin izloči iz krvi v žolč, pri čemer ima ključno vlogo citokrom P450, ki je odvisen od NADPH. Le-ta namreč metabolizira toksin preko različnih mehanizmov (npr. redukcija, hidroksilacija, hidracija, O-demetilacija in epoksidacija), tako da lahko poteče konjugacija (tj. vezava) z glukoronsko kislino in sulfati, zaradi česar se lahko izloči v žolč. Tako se npr. 65 % zaužitega aflatoksina B1 izloči iz krvi v žolč v 90 minutah.

## Patologija
Najpogostejša pot kontaminacije pri živalih in človeku je zaužitje kontaminirane hrane, lahko pa toksin počasneje preide v telo tudi preko kožnega (dermalnega) stika. V ogroženo skupino spadajo ljudje, ki so zaposleni v kmetijskem sektorju, tj. kmetijski delavci, delavci v oljarnah in kaščah.

### Toksičnost
Toksični učinek na organizem je odvisen predvsem od vrste organizma, pa tudi od okoljskih dejavnikov, stopnje izpostavljenosti, starosti, spola, zdravstvenega stanja ter sestave hrane. Za večino živih bitij znaša smrtonosni odmerek od 0,5–10 mg/kg telesne teže. Aflatoksini z indeksom 1 so najbolj toksični, zato ni praga strupenosti, pod katerim bi bile količine toksina še varne za človeka. Že zelo majhne doze (npr. 1 ng) predstavljajo torej nevarnost za razvoj rakastega obolenja in samo popolna odsotnost toksina je varna.
Toksične učinke na živalih lahko v splošnem razdelimo na akutno in kronično zastrupljenost.

#### Akutna zastrupljenost
Glavni tarčni organ aflatoksinov so jetra. Po vstopu v hepatocite se vežejo na različne znotrajcelične beljakovine in tako zavrejo sintezo beljakovin ter presnovo lipidov in ogljikovih hidratov. V skladu s stopnjo okvare jeter je zmanjšana učinkovitost koagulacijskega mehanizma, količina esencialnih serumskih beljakovin v krvi pa je zmanjšana. Splošni simptomi in znaki so v začetni fazi anoreksija in izguba telesne teže, nato pa med ostalim propadanje jetrnega tkiva, holestaza (zastoj žolča) zlatenica, otekline spodnjih udov, bolečina v trebuhu in bruhanje. Laboratorijske preiskave pokaže povišano raven alkalne fosfataze. Pri živalih se akutna zastrupljenost potencira s slabo prehrano, še posebej v primeru pomanjkanja piridoksina.
Najhujši primer akutne zastrupitve z aflatoksini se je zgodil leta 1974 na področju zahodne Indije, kjer je umrlo 25 % izpostavljene populacije (tj. več kot 100 smrtnih žrtev od okoli 400 zastrupljenih ljudi) zaradi kontaminirane koruze. Veliko primerov akutne aflatoksikoze je bilo prisotnih tudi v Ugandi in Tajvanu.

#### Kronična zastrupljenost
Kronična zastrupljenost se pojavi zaradi dolgotrajne izpostavljenosti majhnih do srednjih količin aflatoksinov. Simptomi so zmanjšana stopnja rasti in proizvodnja mleka oz. jajc, povečani žolčnik ter oslabljeni imunski sistem. Vzroki slednjega so zaviranje delovanja naravne imunosti preko zmanjšane fagocitne aktivnosti makrofagov in oviranja delovanja nespecifičnih humoralnih dejavnikov, tj. komplementa, inhibicija limfocitov T in protitelesnega odziva ter zmanjšana aktivnost vitamina K. Zaradi tega je organizem tudi bolj dovzeten za okužbe z drugimi patogenimi mikroorganizmi.

### Kancerogenost
Kronična izpostavljenost lahko vodi do nastanka raka na jetrih (hepatokarcinom). Vzrok za to naj bi bil presnovek AFM1, ki se vrine v DNK in alkilira dušikove baze preko njegovega epoksida. Tako naj bi povzročil mutacije v genu p53, pomembnemu tumor-supresorskem genu. Dovzetnost za nastanek raka je odvisna od genetskih nagnjenj organizma, detoksifikacijskih sistemov jeter in starosti. Glede na smrtonosni odmerek ima AFB1 1.000-krat večji kancerogeni potencial od benzopirena.

### Interakcija z virusom hepatitisa B
Raziskave so pokazale, da sočasna okužba z virusom hepatitisa B (HBV) in izpostavljenost aflatoksinom poveča tveganje za nastanek hepatokarcinoma. HBV vpliva na sposobnost hepatocitov za detoksifikacijo aflatoksinov, zaradi česar je konjugat AFM1-DNK prisoten daljši čas v jetrih, kar poveča verjetnost za poškodbe tumor-supresorskih genov, kot je p53. Uvedba cepljenja proti HBV bi lahko bilo učinkovito v preprečevanju tovrstnega sinergističnega učinka na območjih, kjer sta prisotni visoki stopnji okužbe s HBV in kontaminacije z aflatoksini, kot sta npr. zahodna Afrika in Kitajska.

## Zdravljenje in preventiva
Pri zdravljenju sta pomembna razstrupljenje in podporno zdravljenje. Aflatoksikozo se navadno zdravi z amfotericinom B, učinkoviti pa je tudi itrakonazol. Najboljša preventiva je seveda izogibanje užitja potencialno zastrupljene hrane.
Aflatoksini so zelo termostabilni, zato jih uniči šele močno segrevanje, tj. več od 250 °C. Možno načini inaktivacije toksinov so še obsevanje ter uporaba amonijaka, kislin in oksidativnih sredstev (npr. ozona).